# Euphorbia medicaginea
Euphorbia medicaginea — вид квіткових рослин родини молочайні (Euphorbiaceae).

## Опис
Однорічна рослина. Стебла голі, (3)7–35(50) мм заввишки, прості або гіллясті біля основи. Листки до 50×8 мм, вузько довгасто-еліптичні або оберненояйцевиді, дрібнозубчасті, тупі або усічені, сидячі або майже сидячі, загострені. Квіти блідо-жовті. Капсули 2–3 × 2,5–3 мм, від яйцеподібних до майже кулястих, глибоко ребристі. Насіння 1,5–2 × 1–1,5 мм, чорне. Квіти і плоди — з березня по травень.

## Поширення
Північна Африка: Алжир; Марокко. Південна Європа: Португалія; Гібралтар; Іспанія. Це бур'янів сільськогосподарських культур, а також населяє канави, яри, схили, узбіччя. Теплолюбна рослина, що росте не надто далеко від берега; на висоті 0–400 метрів.